# Karkonoskie Centrum Edukacji Ekologicznej
Karkonoskie Centrum Edukacji Ekologicznej − ośrodek edukacyjny działający w strukturach Karkonoskiego Parku Narodowego, mający swoją siedzibę w Szklarskiej Porębie.
Zadaniem instytucji jest prezentacja przyrody Karkonoszy, zarówno po polskiej jak i po czeskiej stronie. W stałej ekspozycji znajdują się materiały poglądowe dotyczące wpływu człowieka na środowisko naturalne gór, zjawisk przyrodniczych, flory i fauny, kotłów polodowcowych i torfowisk.
Centrum znajduje się przy ul. Okrzei 28, otwarte jest od wtorku do niedzieli w godz. 9-15. W salach ekspozycyjnych podziwiać można m.in. wielkoformatowe panoramy oraz dotykową makietę Karkonoszy. Udostępniane są wersje polska, czeska, niemiecka i angielska opisów przedstawianych plansz edukacyjnych. Ośrodek posiada salę projekcyjną. W centrum istnieje specjalistyczna biblioteka, gromadząca zbiory dotyczące Karkonoszy. Wokół budynku centrum poprowadzono ścieżkę edukacyjną dostosowaną dla osób niepełnosprawnych. W pobliżu siedziby centrum rozpoczyna się ścieżka przyrodnicza na Szrenicę. Wyposażenie centrum sfinansowano ze środków państwowych..